# カルロ・アルベルト・カスティリャーノ

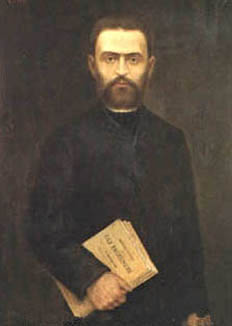
カルロ・アルベルト・カスティリャーノ

カルロ・アルベルト・カスティリャーノ（Carlo Alberto Castigliano、1847年11月9日 - 1884年10月25日）は、イタリアの数学者、物理学者。ミラノ生まれ。構造力学の「カスチリアノの定理」で有名。

## 概要
1866年、生誕地であるイタリア北西部ピエモンテ州の領域からウンブリアにあるテルニ技術研究所に移住。テルニ技術研究所での4年後、カスティリャーノはウィルクス大学の学生になる。ウィルクス大学を卒業後、イタリア北部の鉄道で採用される。アートワーク、保守・サービスを担当する事務所に属し、36歳で亡くなるまでそこで働いた。